# ЛВЛ-Брус

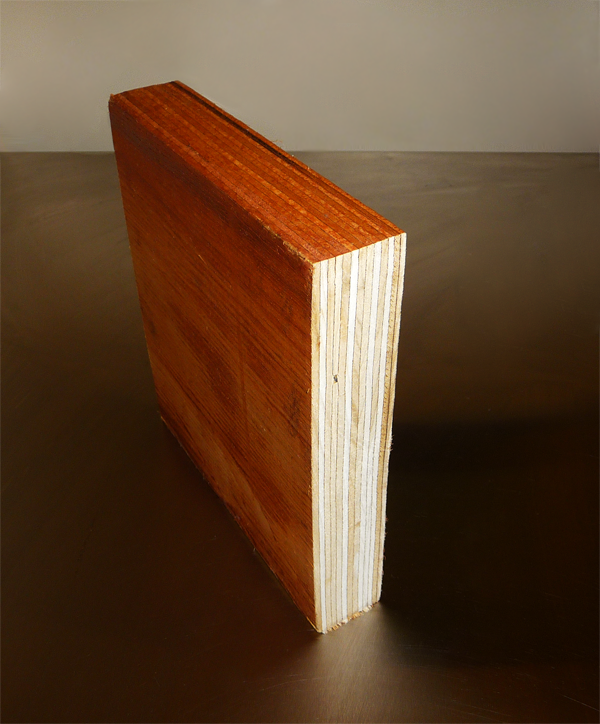
Деталь из ЛВЛ

ЛВЛ-брус, брус LVL, брус из клеёного шпо́на (от англ. Laminated Veneer Lumber — «пиломатериал из слоёного шпона») — конструкционный материал, изготовленный по технологии склейки нескольких слоёв лущёного шпона хвойных пород (сосна, ель, лиственница) толщиной порядка 3 мм. Является одним из типов клеёных деревянных конструкций. Волокна древесины смежных слоёв располагаются всегда параллельно длине заготовки, что отличает ЛВЛ от фанеры. Укладка этих шпонов в цельную плиту, называемую заготовкой, создает единый кусок LVL с общим направлением волокон древесины. Выпускается в виде брусьев (балок) и плит широкого размерного ряда. Легко обрабатывается и в процессе производства, и на строительной площадке.

## Применение
Благодаря своей однородной структуре брус ЛВЛ обладает высокой прочностью при горизонтальной нагрузке. В силу чего основное применение бруса ЛВЛ — это несущие элементы каркаса. На основе опыта в Северной Америке наиболее популярно использование ЛВЛ в качестве коньковых балок, стропильных ног, балок межэтажных перекрытий. Также, благодаря тому, что длина балки технологически не ограничена, ЛВЛ используется для создания больших пролётов (24-36 м) и объёмов. Применяется для конструкций в агрессивных средах (сельскохозяйственные здания, склады химически активных элементов), и в помещениях с повышенной влажностью (бассейны), так как обладает большей устойчивостью, чем массив древесины. Балки и плиты ЛВЛ также можно использовать в системах силовой опалубки.
Основными потребителями ЛВЛ являются США, Европа, Россия. Предприятия строительного комплекса, деревообрабатывающие производства, компании производящие двери, окна, погонаж.

## Производство
ЛВЛ был разработан в 1935 году в лаборатории Федерального Лесничества США. Массовое коммерческое производство ЛВЛ-материалов было начато в США в 60-е годы XX столетия корпорацией TrustJoist (ныне I-Level, подразделение компании Вайерхаузер).
В Западной Европе производство ЛВЛ торговой марки Kerto ведётся с 1973 года финской компанией Metsa Wood (Finnforest), которая входит в лесопромышленный концерн Metsä Group. Объём производства Kerto составляет около 220 тысяч кубометров в год.
В России производство ЛВЛ марки Ultralam запущено в апреле 2009 года на заводе «Талион Терра» в городе Торжок компанией «СТОД». Объём производства Ultralam около 150 тысяч кубометров в год. Производство Ultralam ведётся по технологии непрерывного прессования с микроволновым предподогревом. Второй завод по производству ЛВЛ в России «ЛВЛ Югра» находится городе Нягань.